# Stefan Nyffeler
Stefan Nyffeler (ur. 8 czerwca 1986 w Huttwil) – szwajcarski skoczek narciarski, reprezentant klubu SC Kandersteg. Uczestnik mistrzostw świata juniorów (2004) oraz zimowego olimpijskiego festiwalu młodzieży Europy (2003). Medalista mistrzostw kraju.

## Przebieg kariery
W październiku 2001 zadebiutował w Alpen Cupie, zajmując 49. miejsce w Oberstdorfie. W styczniu 2003 wystartował na zimowym olimpijskim festiwalu młodzieży Europy, na którym zajął 21. lokatę indywidualnie oraz 9. miejsce w rywalizacji drużynowej. W sierpniu 2003 zadebiutował w Letnim Pucharze Kontynentalnym, kończąc zawody w Garmisch-Partenkirchen na 63. i 56. pozycji. W lutym 2004 wystartował na mistrzostwach świata juniorów w Strynie, na których zajął 47. miejsce indywidualnie oraz 9. drużynowo. 17 września 2005 zajął 3. miejsce w konkursie FIS Cupu w Predazzo. 25 września 2005 w Bischofshofen po raz ostatni w karierze wystartował w zawodach rangi FIS.
Jest medalistą mistrzostw Szwajcarii w rywalizacji drużynowej – zdobył brązowy medal w 2004 i 2005.

## Mistrzostwa świata juniorów

### Indywidualnie
| 2004 Stryn | – | 47. miejsce |

### Drużynowo
| 2004 Stryn | – | 9. miejsce |

### Starty S. Nyffelera na mistrzostwach świata juniorów – szczegółowo
| Miejsce | Dzień    | Rok  | Miejscowość | Skocznia       | Punkt K | Konkurs  | Skok 1 | Skok 2 | Nota                  | Strata    | Zwycięzca         |
| ------- | -------- | ---- | ----------- | -------------- | ------- | -------- | ------ | ------ | --------------------- | --------- | ----------------- |
| 9.      | 5 lutego | 2004 | Stryn       | Bjørkelibakken | K-90    | druż.    | 87,0 m | 88,5 m | 805,0 pkt (215,5 pkt) | 150,0 pkt | Austria           |
| 47.     | 7 lutego | 2004 | Stryn       | Bjørkelibakken | K-90    | indywid. | 77,0 m | 85,5 m | 180,5 pkt             | 93,0 pkt  | Mateusz Rutkowski |

## Zimowy olimpijski festiwal młodzieży Europy

### Indywidualnie
| 2003 Bled/Planica | – | 21. miejsce |

### Drużynowo
| 2003 Bled/Planica | – | 9. miejsce |

### Starty S. Nyffelera na zimowym olimpijskim festiwalu młodzieży Europy – szczegółowo
| Miejsce | Dzień       | Rok  | Miejscowość | Skocznia           | Punkt K | Konkurs  | Skok 1 | Skok 2 | Nota                  | Strata    | Zwycięzca  |
| ------- | ----------- | ---- | ----------- | ------------------ | ------- | -------- | ------ | ------ | --------------------- | --------- | ---------- |
| 21.     | 28 stycznia | 2003 | Planica     | Srednija velikanka | K-90    | indywid. | 83,5 m | 84,5 m | 198,0 pkt             | 69,0 pkt  | Jon Aaraas |
| 9.      | 29 stycznia | 2003 | Planica     | Srednija velikanka | K-90    | druż.    | 78,0 m | 83,0 m | 506,5 pkt (184,0 pkt) | 265,0 pkt | Słowenia   |

## Puchar Kontynentalny

### Miejsca w poszczególnych konkursachPucharu Kontynentalnego
| Sezon 2003/2004                                                               |             |              |           |           |           |              |           |           |         |               |               |           |           |            |               |               |         |         |               |               |            |            |           |           |               |               |           |           |          |        |        |        |        |        |        |        |        |        |        |        |        |        |        |        |        |        |        |        |        |        |        |        |        |        |        |        |        |        |        |        |        |        |        |        |        |        |        |        |        |
| Lillehammer                                                                   | Lillehammer | Sankt Moritz | Engelberg | Seefeld   | Planica   | Planica      | Sapporo   | Sapporo   | Sapporo | Bischofshofen | Bischofshofen | Braunlage | Braunlage | Brotterode | Brotterode    | Zakopane      | Westby  | Westby  | Iron Mountain | Iron Mountain | Kuopio     | Kuopio     | Vikersund | Vikersund | punkty        | punkty        | punkty    | punkty    | punkty   | punkty | punkty | punkty | punkty | punkty | punkty | punkty | punkty | punkty | punkty | punkty | punkty | punkty | punkty | punkty | punkty | punkty | punkty | punkty | punkty | punkty | punkty | punkty | punkty | punkty | punkty | punkty | punkty | punkty | punkty | punkty | punkty | punkty | punkty | punkty |        |        |        |        |        |
| -                                                                             | -           | 61           | 70        | -         | -         | -            | -         | -         | -       | -             | -             | -         | -         | -          | -             | -             | -       | -       | -             | -             | -          | -          | -         | -         | 0             | 0             | 0         | 0         | 0        | 0      | 0      | 0      | 0      | 0      | 0      | 0      | 0      | 0      | 0      | 0      | 0      | 0      | 0      | 0      | 0      | 0      | 0      | 0      | 0      | 0      | 0      | 0      | 0      | 0      | 0      | 0      | 0      | 0      | 0      | 0      | 0      | 0      | 0      | 0      |        |        |        |        |        |
| Sezon 2004/2005                                                               |             |              |           |           |           |              |           |           |         |               |               |           |           |            |               |               |         |         |               |               |            |            |           |           |               |               |           |           |          |        |        |        |        |        |        |        |        |        |        |        |        |        |        |        |        |        |        |        |        |        |        |        |        |        |        |        |        |        |        |        |        |        |        |        |        |        |        |        |        |
| Rovaniemi                                                                     | Rovaniemi   | Lahti        | Lahti     | Harrachov | Harrachov | Sankt Moritz | Engelberg | Engelberg | Seefeld | Planica       | Planica       | Sapporo   | Sapporo   | Sapporo    | Bischofshofen | Bischofshofen | Lauscha | Lauscha | Braunlage     | Braunlage     | Brotterode | Brotterode | Westby    | Westby    | Iron Mountain | Iron Mountain | Vikersund | Vikersund | Zakopane | punkty | punkty | punkty | punkty | punkty | punkty | punkty | punkty | punkty | punkty | punkty | punkty | punkty | punkty | punkty | punkty | punkty | punkty | punkty | punkty | punkty | punkty | punkty | punkty | punkty | punkty | punkty | punkty | punkty | punkty | punkty | punkty | punkty | punkty | punkty | punkty | punkty | punkty | punkty | punkty |
| -                                                                             | -           | 55           | 51        | -         | -         | 52           | 41        | 43        | 63      | 57            | 46            | -         | -         | -          | 54            | 42            | -       | -       | -             | -             | -          | -          | -         | -         | -             | -             | 41        | 57        | -        | 0      | 0      | 0      | 0      | 0      | 0      | 0      | 0      | 0      | 0      | 0      | 0      | 0      | 0      | 0      | 0      | 0      | 0      | 0      | 0      | 0      | 0      | 0      | 0      | 0      | 0      | 0      | 0      | 0      | 0      | 0      | 0      | 0      | 0      | 0      | 0      | 0      | 0      | 0      | 0      |
| Legenda                                                                       |             |              |           |           |           |              |           |           |         |               |               |           |           |            |               |               |         |         |               |               |            |            |           |           |               |               |           |           |          |        |        |        |        |        |        |        |        |        |        |        |        |        |        |        |        |        |        |        |        |        |        |        |        |        |        |        |        |        |        |        |        |        |        |        |        |        |        |        |        |
| 1 2 3 4-10 11-30 poniżej 30 dq – dyskwalifikacja - – zawodnik nie wystartował |             |              |           |           |           |              |           |           |         |               |               |           |           |            |               |               |         |         |               |               |            |            |           |           |               |               |           |           |          |        |        |        |        |        |        |        |        |        |        |        |        |        |        |        |        |        |        |        |        |        |        |        |        |        |        |        |        |        |        |        |        |        |        |        |        |        |        |        |        |

## Letni Puchar Kontynentalny

### Miejsca w poszczególnych konkursachLetniego Pucharu Kontynentalnego
| Źródło                                                                        | Źródło  | Źródło     | Źródło     | Źródło    | Źródło    | Źródło                 | Źródło                 | Źródło    | Źródło    | Źródło | Źródło | Źródło | Źródło | Źródło | Źródło | Źródło | Źródło | Źródło | Źródło | Źródło | Źródło | Źródło | Źródło | Źródło | Źródło | Źródło |
| ----------------------------------------------------------------------------- | ------- | ---------- | ---------- | --------- | --------- | ---------------------- | ---------------------- | --------- | --------- | ------ | ------ | ------ | ------ | ------ | ------ | ------ | ------ | ------ | ------ | ------ | ------ | ------ | ------ | ------ | ------ | ------ |
| 2003                                                                          |         |            |            |           |           |                        |                        |           |           |        |        |        |        |        |        |        |        |        |        |        |        |        |        |        |        |        |
| Velenje                                                                       | Velenje | Calgary    | Calgary    | Park City | Park City | Garmisch-Partenkirchen | Garmisch-Partenkirchen | Trondheim | Trondheim | punkty | punkty | punkty | punkty | punkty | punkty | punkty | punkty | punkty |        |        |        |        |        |        |        |        |
| -                                                                             | -       | -          | -          | -         | -         | 63                     | 56                     | -         | -         | 0      | 0      | 0      | 0      | 0      | 0      | 0      | 0      | 0      |        |        |        |        |        |        |        |        |
| 2004                                                                          |         |            |            |           |           |                        |                        |           |           |        |        |        |        |        |        |        |        |        |        |        |        |        |        |        |        |        |
| Velenje                                                                       | Velenje | Oberstdorf | Oberstdorf | Ramsau    | Ramsau    | Lillehammer            | Lillehammer            | punkty    | punkty    | punkty | punkty | punkty | punkty | punkty | punkty | punkty |        |        |        |        |        |        |        |        |        |        |
| -                                                                             | -       | 57         | 54         | 59        | 53        | 37                     | 57                     | 0         | 0         | 0      | 0      | 0      | 0      | 0      | 0      | 0      |        |        |        |        |        |        |        |        |        |        |
| Legenda                                                                       |         |            |            |           |           |                        |                        |           |           |        |        |        |        |        |        |        |        |        |        |        |        |        |        |        |        |        |
| 1 2 3 4-10 11-30 poniżej 30 dq – dyskwalifikacja - − zawodnik nie wystartował |         |            |            |           |           |                        |                        |           |           |        |        |        |        |        |        |        |        |        |        |        |        |        |        |        |        |        |

## FIS Cup

### Miejsca w klasyfikacji generalnej
| Sezon     | Miejsce |
| --------- | ------- |
| 2005/2006 | 51.     |

### Miejsca na podium w konkursach indywidualnych FIS Cupu chronologicznie
| Lp. | Dzień       | Rok  | Miejscowość | HS     | Skok 1  | Skok 2 | Nota      | Lok. | Strata   | Zwycięzca     |
| --- | ----------- | ---- | ----------- | ------ | ------- | ------ | --------- | ---- | -------- | ------------- |
| 1.  | 17 września | 2005 | Predazzo    | HS-106 | 103,0 m | 96,5 m | 245,0 pkt | 3.   | 28,5 pkt | Mario Innauer |

### Miejsca w poszczególnych konkursachFIS Cupu
| Źródło                                                                        | Źródło   | Źródło        | Źródło        | Źródło       | Źródło       | Źródło    | Źródło    | Źródło | Źródło | Źródło  | Źródło    | Źródło    | Źródło | Źródło | Źródło     | Źródło     | Źródło | Źródło | Źródło  | Źródło   | Źródło | Źródło | Źródło | Źródło | Źródło | Źródło | Źródło | Źródło | Źródło | Źródło | Źródło | Źródło | Źródło | Źródło | Źródło | Źródło | Źródło | Źródło | Źródło |
| ----------------------------------------------------------------------------- | -------- | ------------- | ------------- | ------------ | ------------ | --------- | --------- | ------ | ------ | ------- | --------- | --------- | ------ | ------ | ---------- | ---------- | ------ | ------ | ------- | -------- | ------ | ------ | ------ | ------ | ------ | ------ | ------ | ------ | ------ | ------ | ------ | ------ | ------ | ------ | ------ | ------ | ------ | ------ | ------ |
| Sezon 2005/2006                                                               |          |               |               |              |              |           |           |        |        |         |           |           |        |        |            |            |        |        |         |          |        |        |        |        |        |        |        |        |        |        |        |        |        |        |        |        |        |        |        |
| Predazzo                                                                      | Predazzo | Bischofshofen | Bischofshofen | Sankt Moritz | Sankt Moritz | Vikersund | Vikersund | Kuopio | Kuopio | Seefeld | Harrachov | Harrachov | Ljubno | Ljubno | Courchevel | Courchevel | Zaō    | Zaō    | Sapporo | Zakopane | punkty |        |        |        |        |        |        |        |        |        |        |        |        |        |        |        |        |        |        |
| 3                                                                             | 11       | dq            | 17            | -            | -            | -         | -         | -      | -      | -       | -         | -         | -      | -      | -          | -          | -      | -      | -       | -        | 98     |        |        |        |        |        |        |        |        |        |        |        |        |        |        |        |        |        |        |
| Legenda                                                                       |          |               |               |              |              |           |           |        |        |         |           |           |        |        |            |            |        |        |         |          |        |        |        |        |        |        |        |        |        |        |        |        |        |        |        |        |        |        |        |
| 1 2 3 4-10 11-30 poniżej 30 dq – dyskwalifikacja - − zawodnik nie wystartował |          |               |               |              |              |           |           |        |        |         |           |           |        |        |            |            |        |        |         |          |        |        |        |        |        |        |        |        |        |        |        |        |        |        |        |        |        |        |        |